# Instituto Earthwatch
El Instituto Earthwatch (Earthwatch institute en inglés) es una organización benéfica ambiental internacional fundada como Educational Expeditions International en 1971 cerca de Boston (EE. UU.) Por Robert A. Citron y Clarence Truesdale, entonces superintendente de las escuelas públicas de Vermont. Es uno de los suscriptores mundiales más grandes de investigación científica de campo en arqueología, paleontología, vida marina, biodiversidad, ecosistemas y vida silvestre. Durante más de cuarenta años, Earthwatch ha proporcionado un modelo de ciencia ciudadana único para recaudar fondos y reclutar personas, estudiantes, profesores y becarios corporativos participar en investigaciones de campo críticas para comprender la respuesta de la naturaleza al cambio global acelerado. El trabajo de Earthwatch respalda a cientos de doctorados. investigadores de decenas de países, que realizan más de 100 000 horas de investigación al año.
La declaración de misión de Earthwatch es «involucrar a las personas de todo el mundo en la investigación científica de campo  y la educación para promover la comprensión y la acción necesarias para un medio ambiente sostenible».
Los proyectos de ciencia ciudadana de Earthwatch son investigación de campo científica dirigida por doctores y revisada por pares  que brindan a los ciudadanos la oportunidad de unirse a equipos de investigación de todo el mundo para recopilar datos de campo en áreas como la conservación de la vida silvestre, la ecología de la selva tropical, las ciencias marinas y arqueología.
Al pagar para dedicar tiempo a un proyecto (desde unos pocos días hasta varias semanas), los voluntarios, las corporaciones y las fundaciones apoyan la investigación de campo crítica tanto financieramente como proporcionando mano de obra para recopilar datos. Los participantes adquieren experiencia de primera mano con la ciencia, los científicos y el área de investigación de sus proyectos.

## Historia

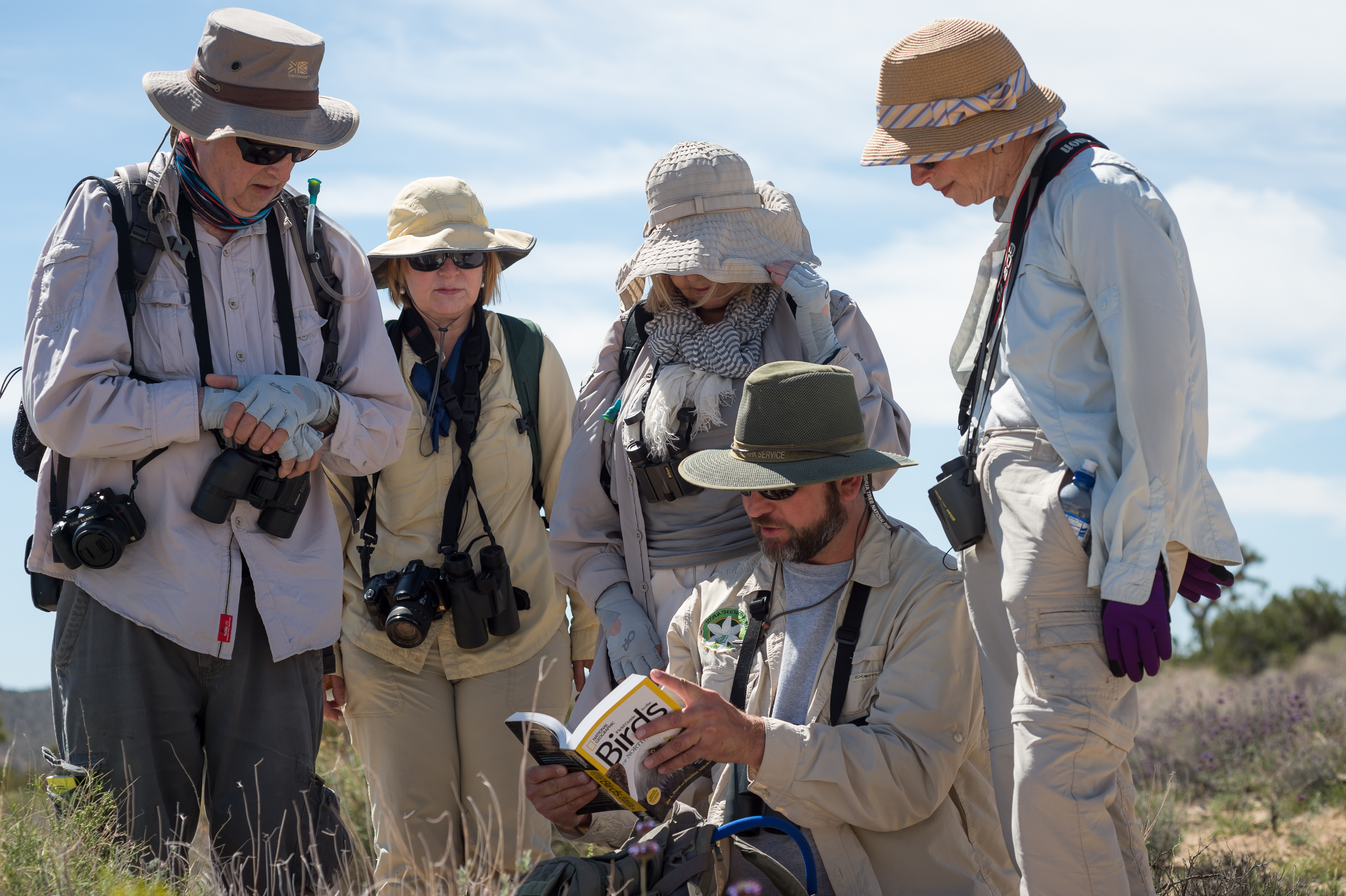
Voluntarios de Earthwatch usando una guía de campo para identificar aves

La sede de Earthwatch se encuentra en Boston (Massachusetts), así como oficinas en Oxford (Inglaterra), Melbourne (Australia), Tokio (Japón) y Hong Kong (China).
Earthwatch fue fundada como Educational Expeditions International en 1971 cerca de Boston (EE. UU.) Por Robert A. Citron y Clarence Truesdale, entonces superintendente de las escuelas públicas de Vermont. En 1972, Brian A. Rosborough se unió a Educational Expeditions International como voluntario y seis meses después se convirtió en presidente a tiempo completo del recién nombrado Earthwatch.
Desde 1971, la organización mundial ha reclutado a más de 110 000 voluntarios que se han unido a científicos en el campo como asistentes de investigación, y entre ellos han contribuido más de 11 millones de horas de su tiempo a la investigación ambiental de primera línea en todo el mundo. Earthwatch apoya más de 50 expediciones de investigación vitales en casi 40 condados.
Earthwatch Australia es socio de Bush Blitz, operado por Australian Biological Resources Study con cofinanciamiento del socio fundador de Bush Blitz, BHP Billiton .